# Сан Джорджо дела Рикинвелда
Сан Джо̀рджо дела Рикинвѐлда (на италиански: San Giorgio della Richinvelda; на фриулски: San Zorç dele Richinvelde, Сан Дзорч деле Рикинвелде) е малко градче и община в Северна Италия, провинция Порденоне, автономен регион Фриули-Венеция Джулия. Разположено е на 86 m надморска височина. Населението на общината е 4758 души (към 2010 г.).